# Castro (architecture)
Pour les articles homonymes, voir Castro.

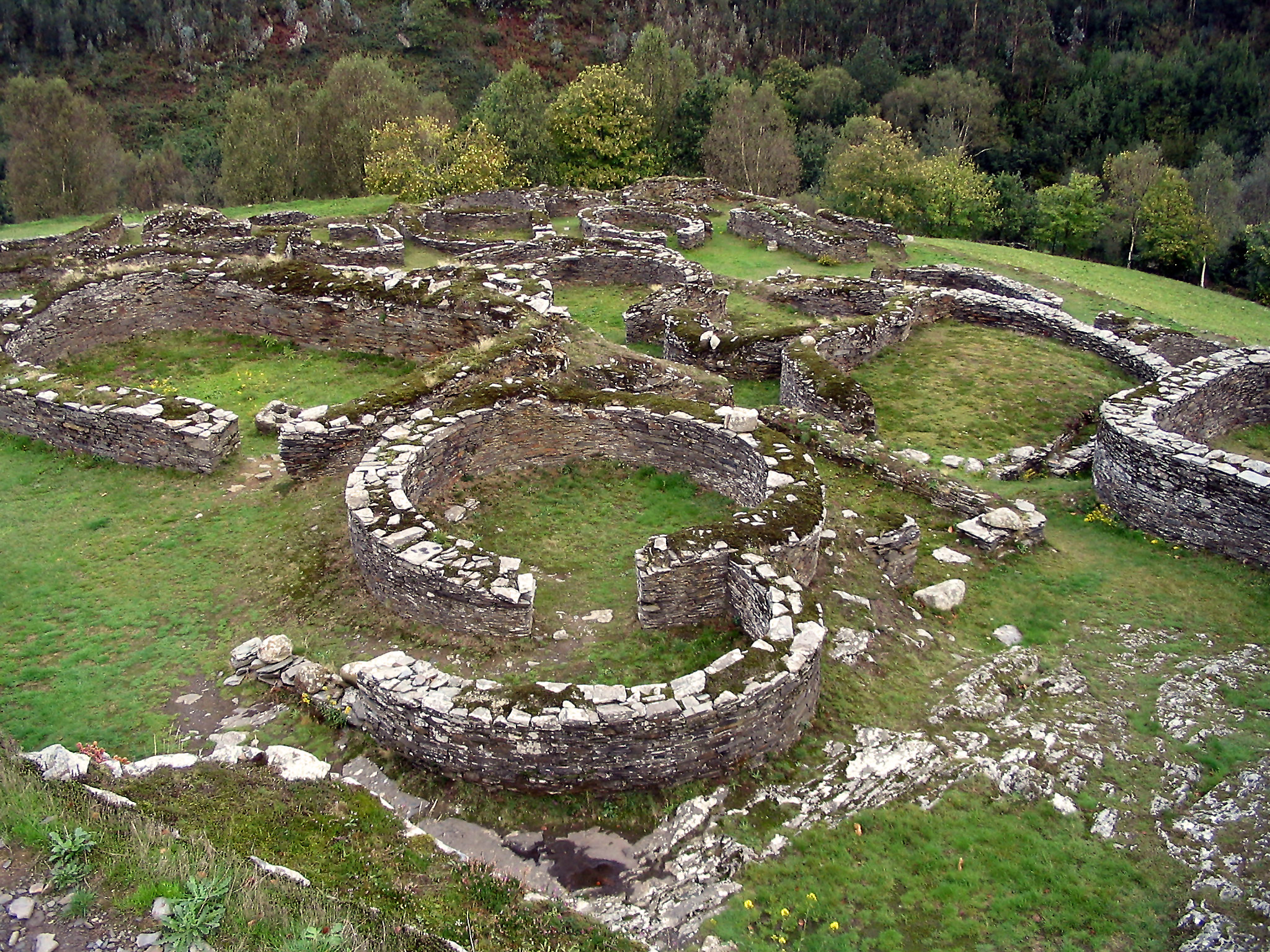
Ruines de maisons du castro de Coaña, près de Coaña (Asturies).

Un castro est une fortification résidentielle associée à l’âge du fer de la péninsule ibérique, essentiellement édifié par des populations diverses de la Gallaecia et du nord du Portugal, ainsi que, dans une moindre mesure, par les Celtibères des plateaux de Castille (meseta) et par les Ibères du sud et de l'est. C’est la romanisation qui marque la fin des castros.

## Culture descastros
Alain Tranoy, président honoraire de l'université de Poitiers et professeur d'histoire ancienne cite : « Les castros représentent pour la péninsule ibérique, des types d'occupation des sites élevés avec fortification, proches, dans leur conception générale, des oppida que connut la Gaule celtique. ». Il fait une distinction pour le nord-ouest : « […] mais le Nord-Ouest connut un développement original de cette forme de peuplement ; c'est cette originalité qui permit d'établir l'existence d'une civilisation castrexa. »
Les archéologues galiciens rejettent aujourd'hui majoritairement le fait que les castros du nord-ouest hispanique puissent avoir une origine celtique, mais ils s'inscrivent dans le contexte plus général d'une culture de l'Europe atlantique, d'ailleurs, la région n'a pas connu de peuplement celtique significatif. Cependant, malgré l'importance du caractère autochtone de la culture des castros, on ne peut exclure un certain processus de celticisation, qui aurait peut-être déjà eu lieu à une époque assez tardive (hypothèse la plus plausible dans l'état actuel des connaissances). Cette celtisation tardive n'a pas touché de la même manière tous les niveaux de la société « castriste », qui a maintenu une série de caractéristiques ancestrales jusqu'à la romanisation, comme l'organisation sociale particulière en castella. En revanche, l'architecture circulaire, si courante dans les castros galiciens, est davantage à mettre en relation avec le monde méditerranéen qu'avec la culture atlantique et montre que le nord-ouest hispanique était un nœud important des communications maritimes entre l'univers culturel méditerranéen et atlantique.
Dans l'aire de la culture des castros, dont le foyer se situe au sud de l'actuelle Galice et l'extrême nord du Portugal, les castros présentent des caractéristiques particulières. De dimensions plus réduites que ceux de la meseta, certains d'entre eux connaissent un début d'urbanisation après le IIe siècle sous l'influence de ceux de la meseta et à la suite de la pénétration des Romains et des Carthaginois dans la péninsule. L'archéologie n'a pas trouvé trace d'élites guerrières dans cette zone, malgré le témoignage de Strabon sur le caractère belliqueux de ces peuples ; les musées de Galice et du nord du Portugal regorgent d'armes provenant de castros qui datent d'avant le Ve siècle av. J.-C., ou à partir du IIe siècle av. J.-C. dans les zones périphériques de la culture des castros, lieux de conflits, la Lusitanie et la côte cantabrique. Les castros occupés à la fin de l'âge du bronze étaient localisés sur des hauteurs d'accès difficile, collines à pentes raides, presqu'iles etc. À partir du Ve siècle et jusqu'à l'arrivée des Romains, ils deviendront l'habitat exclusif des populations autochtones et leur implantation se diversifie, s'étend aux vallées fertiles et toujours de façon à profiter d'un cours d'eau et sur un territoire propice à l'agriculture. Le témoignage de Strabon sur les échanges monétaires est aussi démenti par l'archéologie, la monnaie est introduite dans le nord-ouest par les Romains.
Connus sous le nom de « culture des castros » (cultura castreja en portugais, castrexa en galicien ou castreña en espagnol), ces ensembles sont emblématiques de l’âge du fer et sont principalement localisés en Galice (Castro de Vigo, Castro de Troña, Castro de Baroña, Castro de San Cibrao de Lás, Castro de Santa Trega), dans les Asturies, la Cantabrie et le nord du Portugal (Terroso, Castro de Santo Oviedo, Castro do Vieito). Pour certains d'entre eux, on utilise le terme citania, Citânia de Briteiros, Citânia de Sanfins. Le castro de Romariz au Portugal, par exemple, a été occupé du VIe siècle av. J.-C. jusqu’à la romanisation de la péninsule.

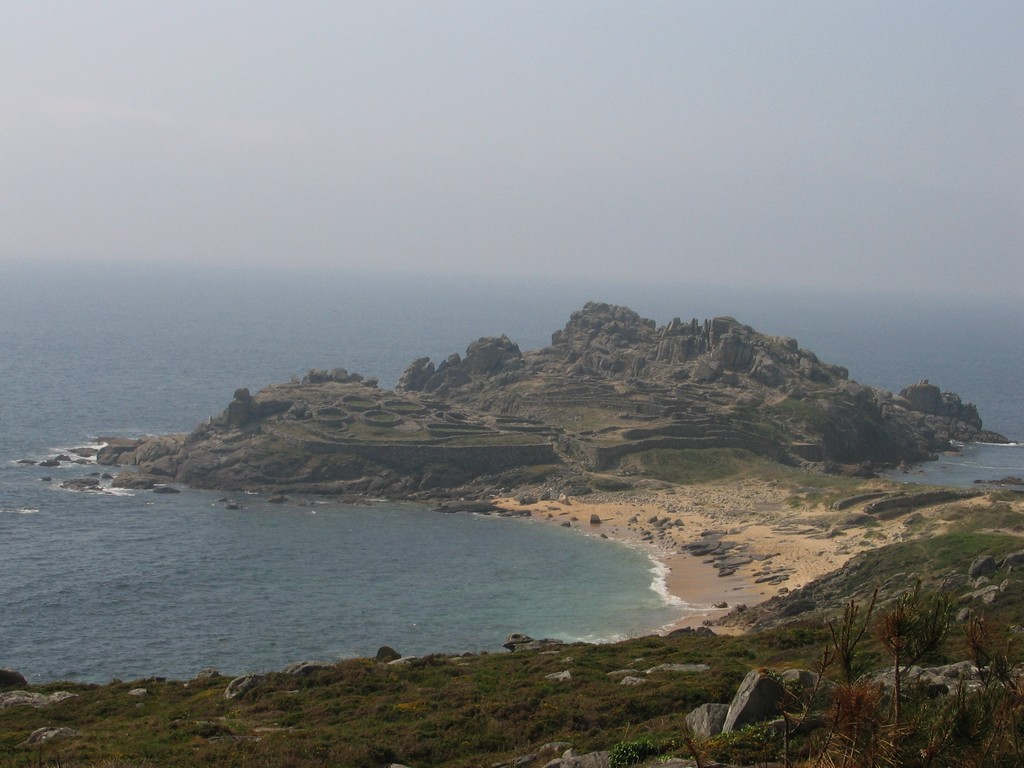
Castro de Baroña, Galice (Espagne).
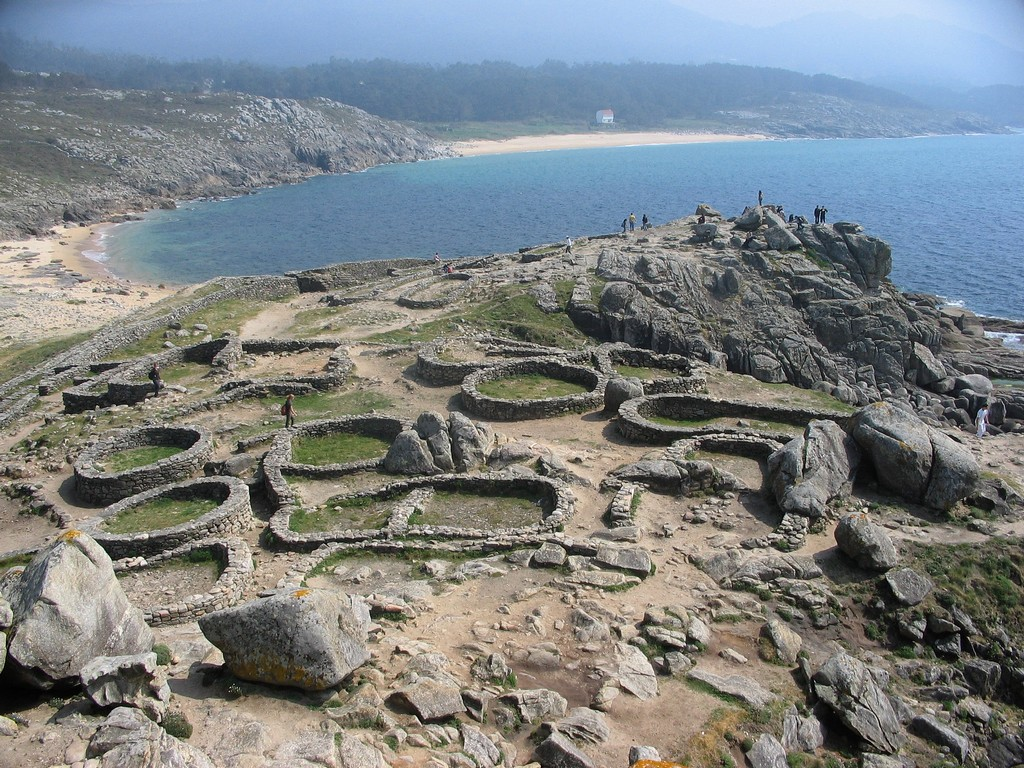
Castro de Baroña, Galice (Espagne).
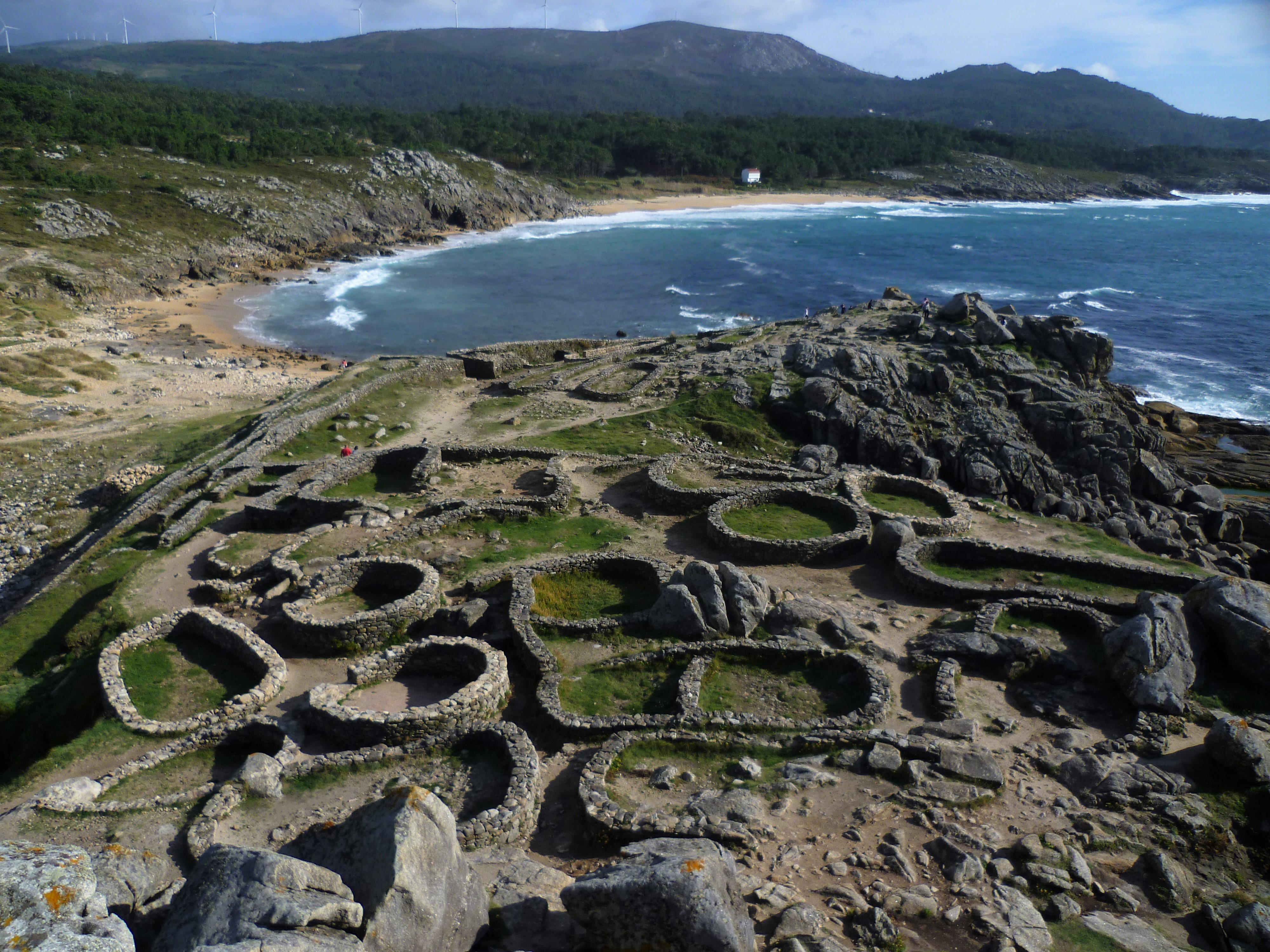
Castro de Baroña, Galice (Espagne).
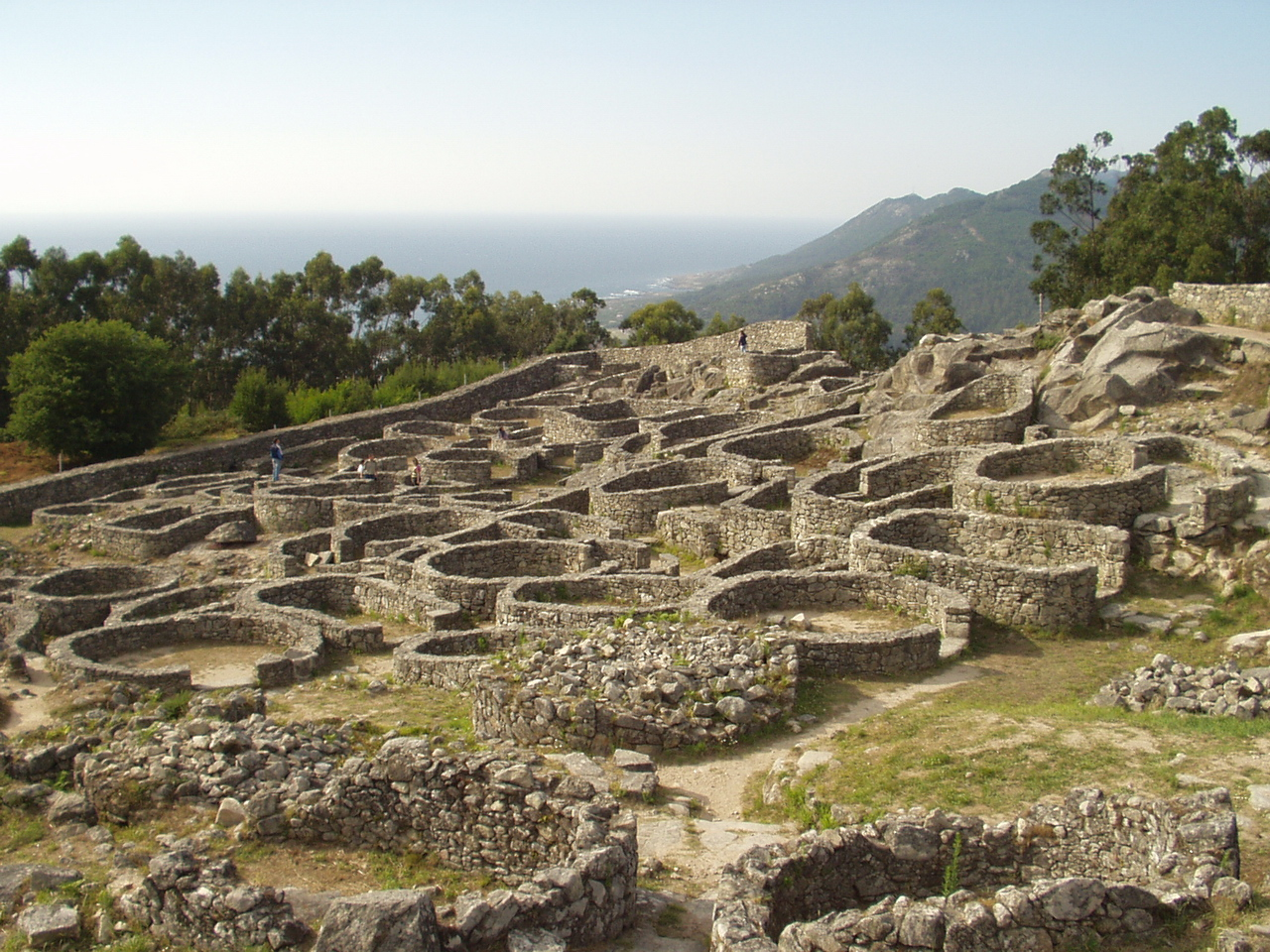
Castro  de Monte de Santa Trega, Galice (Espagne).

## Castrosde lameseta
Bâtis sur des collines ou des sites élevés, les plus anciens datent de l’âge du bronze final. Leur importance croissante serait due à une présence carthaginoise de plus en plus pressante. Les études archéologiques montrent une tendance à la construction de complexes plus importants qui témoignent d'une forme d’urbanisation. L’existence d’îlots desservis par des voies démontre une réflexion sur l’organisation générale.
La plupart des castros de la meseta au IIIe siècle av. J.-C., à l'arrivée des Romains et des Carthaginois, sont des oppida qui correspondent à l'ossature d'un réseau urbain, à la formule cité-état. C'est au Ve siècle av. J.-C. que ces fortifications connaissent une évolution caractéristique vers des centres ayant des fonctions économique, religieuse et administrative. Les zones d'activités extérieures se développent, le système de défense se complexifie par des ajouts de murailles et de chevaux de frise (piedras incadas) pour parer à l'attaque de cavaliers. L'archéologie atteste la présence d'élites guerrières et la monnaie circule entre les différents peuples.

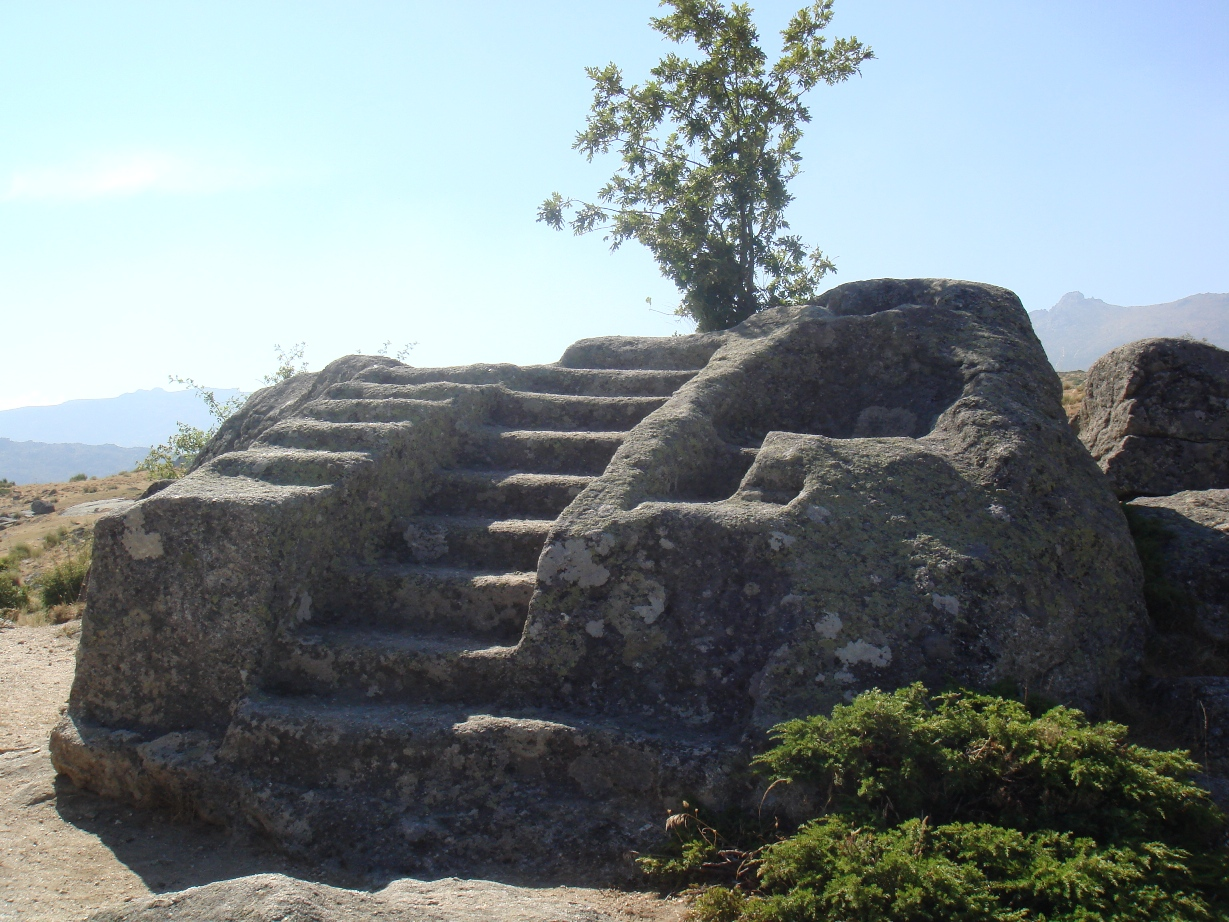
Autel de sacrifices du Castro de Ulaca, castro vetton.
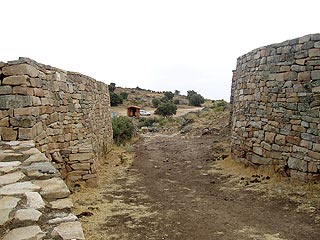
Reconstitution de la porte principale du castro de Las Cogotas, castro vetton.
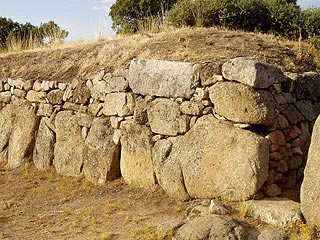
Muraille du castro de la Mesa de Miranda à Chamartín de la Sierra dans la province d'Avila.
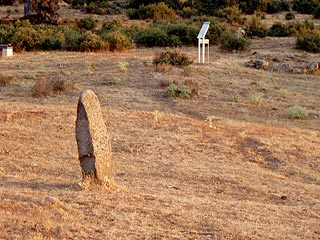
Nécropole du castro de la Mesa de Miranda.

## Candidatures Unesco et patrimoine culturel européen
Les castros du nord du Portugal et de Galice seront candidats en 2010 au patrimoine mondial de l'UNESCO. Le dossier, très long à monter, devrait comporter environ deux douzaines de castros.[Passage à actualiser]
Les castros du nord du Portugal, de Galice et des Asturies et peut-être ceux de la zone limitrophe du León, de Castille et León, seront candidats à être promus patrimoine culturel européen, si possible au nombre de soixante, pour 2008. La date de candidature n'est pas certaine, si le dossier s'avère trop long.[Passage à actualiser]

### Sources et bibliographie
- Venceslas Kruta, Les Celtes, histoire et dictionnaire, Robert Laffont, coll. « Bouquins », Paris, 2000  (ISBN 2-7028-6261-6).
- Alain Tranoy, La Galice Romaine, Paris, 1981.